# Рудольф I (епископ Вюрцбурга)
Рудольф I (лат. Ruodolfus I; около 860 — 3 августа 908) — епископ Вюрцбурга с 892 года.

## Биография
Основной средневековый нарративный источник о Рудольфе I — «Хроника» Регино Прюмского. Сообщается о Рудольфе I и событиях, в которых он участвовал, и в нескольких других трудах: «Продолжении „Хроники Регино“» Адальберта Магдебургского, «Деяниях саксов» Видукинда Корвейского, «Магдебургских анналах», «Хронике» Германа из Райхенау, «Хильдесхаймских анналах», «Хронике» Саксонского анналиста, «Аламаннских анналах» и «Вюрцбургской хронике» Эккехарда из Ауры. Также сохранились несколько современных Рудольфу I документов, в которых он упоминается.
Рудольф I родился около 860 года. Он — младший сын правителя Нейстрийской марки, а затем графа Лангау Удо из рода Конрадинов. Предполагается, что его матерью была Юдифь, дочь Конрада I Старого из рода Вельфов. Единокровными братьями Рудольфа I были Конрад Старший, Эберхард и Гебхард. Их близкой родственницей (возможно, сестрой) была Ода Франконская, жена правителя Восточно-Франкского королевства Арнульфа Каринтийского из династии Каролингов и мать короля Людовика IV Дитяти.
О ранних годах жизни Рудольфа I достоверных сведений не сохранилось. Мнение о том, что он был аббатом Херсфельдского монастыря, ошибочно.
Благодаря королю Арнульфу Каринтийскому, в 892 году Рудольф I стал главой Вюрцбургской епархии. Первое упоминание о нём в этом сане датировано 1 августа. На епископской кафедре он был преемником погибшего 13 июля того же года во время похода в Великую Моравию Арна. Тогда же его брат Конрад Старший стал герцогом Тюрингии, сменив здесь Поппо II из рода Поппонидов, лишённого должности за организацию похода, в котором погиб епископ Арн. Таким образом, в 892 году во власти сыновей Удо из Лангау оказались Тюрингия и Франкония, а в 903 году — и Лотарингия, правителем которой стал Гебхард. Эти назначения свидетельствуют о большом влиянии Конрадинов при дворе Арнульфа Каринтийского. Вероятно, благосклонность монарха к Конрадинам была вызвана его охлаждением к Поппонидам.
Единственное известное участие Рудольфа I в государственных делах при Арнульфе Каринтийском — присутствие на ассамблее в Требуре 5 мая 895 года. Таким образом, в отличие от братьев он не обладал каким-либо влиянием при дворе этого правителя Восточно-Франкского королевства. Возможно, это свидетельствует об отсутствии у Рудольфа I каких-либо выдающихся достоинств: по крайней мере, Регино Прюмский был очень невысокого мнения о епископе Вюрцбурга. Предполагается, что своим возвышением до епископского сана Рудольф I был обязан исключительно своим родственным связям с членами королевской семьи. При Людовике IV Дитяте его влияние при дворе усилилось: известно об участии Рудольфа I в нескольких государственных ассамблеях Восточно-Франкского королевства, а также посещениях королём Вюрцбургской епархии.
Лишение Арнульфом Карантийским Поппонидов должностей и замещение тех Конрадинами стало причиной многолетней распри между представителями двух родов из-за власти над Восточной Франконией. В 897 году между Конрадинами и Поппонидами произошло первое вооружённое столкновение. По утверждению Регино Прюмского, «по незначительному поводу» (лат. «ex parvis minimisque rebus») Рудольф I выступил против Адальхарда и Генриха из рода Поппонидов. Во время этих событий Арнульф Каринтийский ничего не сделал для прекращения вражды. Военные действия, в основном, проходили в пагах Волькфельд и Иффгау, а также в Вюрцбургской епархии. Большой урон, нанесённый Поппонидами владениям Рудольфа I, вынудил его в 902 году обратиться за помощью к своим братьям Эберхарду и Гебхарду. В результате вблизи крепости Бамберг произошло сражение, в котором Эберхард и Генрих погибли. Попавший в плен Адальхард был казнён по приказу Гебхарда. С тех пор главным противником Конардинов стал последний из оставшихся в живых Поппонидов — Адальберт. В том же году вместе со своим союзником, графом Баданахгау Эгино II, Адальберт напал на Вюрцбург и изгнал Рудольфа I из его епархии. Враги епископа захватили многое из имущества Конрадинов, включая и церковную собственность. На государственной ассамблее в Форххайме в феврале 903 года королевским указом Поппониды были признаны зачинщиками междоусобия и Адальберт был вынужден заплатить Рудольфу I компенсацию за потерянное Вюрцбургской епархией имущества. Однако, несмотря на поддержку короля, только в 905 году Рудольф I с помощью архиепископа Майнца Гаттона I смог возвратиться в Вюрцбург. В 906 году Конрадины снова потерпели поражение от Адальберта. В ответ королевское войско осадило последнего из Поппонидов в Тересе. Благодаря Гаттону I Майнцскому, Адальберт был пленён, приговорён к смерти и 9 сентября обезглавлен. Имущество и владения Поппонидов перешли в королевскую казну: часть из них Людовик IV Дитя отдал своим приближённым (лат. inter nobiliores), часть передал Вюрцбургской епархии. Победа на Поппонидами способствовало ещё большему усилению Конрадинов в Восточно-Франкском королевстве. В результате в 911 году после смерти Людовика IV Дитяти племянник Рудольфа I, герцог Франконии Конрад I, стал королём восточных франков.
Рудольф I погиб 3 августа 908 года в сражении при Эйзенахе. В этой битве, в которой противниками восточных франков были венгры, погибли и два других франкских военачальника: герцог Тюрингии Бурхард и граф Баданахгау Эгино II.
Рудольф I редко упоминался в современных ему юридических документах. Несмотря на длительное пребывание на епископской кафедре, о его церковной деятельности ничего не известно. Преемником Рудольфа I в Вюрцбургской епархии был Тиото, первое упоминание о котором как епископе датировано 1 сентября 908 года.